# ゴフ子爵
ゴフ子爵（英語: Viscount Gough）は、イギリスの子爵位。連合王国貴族爵位。陸軍軍人ヒュー・ゴフ元帥が1849年に叙されたのに始まる。

## 歴史
中国での阿片戦争やインドでの諸戦争でイギリス軍を勝利に導いたヒュー・ゴフ元帥は、1842年12月23日に連合王国準男爵位（ティペラリー県におけるシノンおよびドランジャンの）ゴフ準男爵（Baronet Gough "of Synone and Drangan in the County of Tipperary")、1846年4月7日に連合王国貴族爵位中国における鎮江ならびに東インドにおけるマハラジポレおよびサトレジの第5代ゴフ男爵（Baron Gough of Chinkiang in China and of Maharajpore and the Sutlej in the East Indies）、ついで1849年6月15日に連合王国貴族パンジャブにおけるグジャラートおよびリムリック市のゴフ子爵（Viscount Gough of Goojerat in the Punjab and of the City of Limerick）に叙せられた。
彼の死後、この2つの爵位と1つの準男爵位は彼の直系の男系男子によって継承され続けて現在に至っている。現在の当主は初代子爵の玄孫にあたる5代ゴフ子爵シェーン・ゴフ(1941-)である。
本邸はスコットランド・ストラスペファーにあるケポック・ハウス（Keppoch House）。
紋章に描かれるモットーには、グジュラートの戦いを示す『Goojerat』の文字や、『道を開けよ（Faugh a Ballagh）』の言葉が刻まれる。

## 現当主の全保有爵位・準男爵位

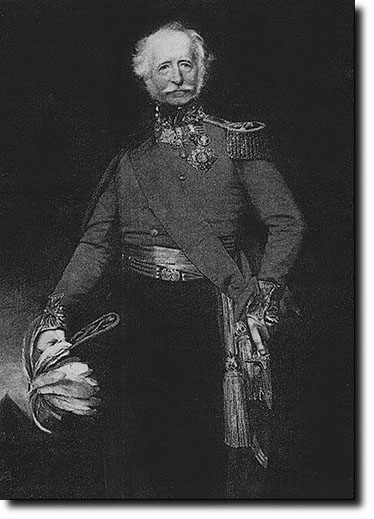
初代ゴフ子爵ヒュー・ゴフ

現当主シェーン・ゴフは以下の爵位・準男爵位を保有している。
- パンジャブにおけるグジャラートおよびリムリック市の第5代ゴフ子爵 (5th Viscount Gough of Goojerat in the Punjab and of the City of Limerick)
(1849年6月15日の勅許状による連合王国貴族爵位)
- 中国における鎮江ならびに東インドにおけるマハラジポレおよびサトレジの第5代ゴフ男爵 (5th Baron Gough of Chinkiang in China and of Maharajpore and the Sutlej in the East Indies)
(1846年4月25日の勅許状による連合王国貴族爵位)
- (ティペラリー県におけるシノンおよびドランジャンの)第5代準男爵 (5th Baronet "of Synone and Drangan in the County of Tipperary")
(1842年12月23日の勅許状による連合王国準男爵位)

## ゴフ子爵 (1849年)
- 初代ゴフ子爵ヒュー・ゴフ(1779–1869)
- 2代ゴフ子爵ジョージ・スティーブンス・ゴフ（英語版） (1815–1895)
- 3代ゴフ子爵ヒュー・ゴフ（英語版） (1849–1919)
- 4代ゴフ子爵ヒュー・ウィリアム・ゴフ（英語版） (1892–1951)
- 5代ゴフ子爵シェーン・ヒュー・マリオン・ゴフ（英語版） (1941-)
  - 2016年現在、現当主は結婚しておらず、子供もない。他に継承資格者もないので法定推定相続人および推定相続人がない。